# Kamila Chudziková
Kamila Chudziková (* 12. září 1986, Kielce) je polská atletka, která se věnuje halovému pětiboji a sedmiboji na dráze. Na berlínském mistrovství světa 2009 získala bronzovou medaili, ke které ji pomohly i dva nové osobní rekordy, v běhu na 200 metrů a kouli.
Jejím osobním rekordem v sedmiboji je 6 494 bodů, v pětiboji 4 537 bodů.

## Úspěchy
| Rok  | Závod                             | Místo           | Umístění | Výkon |
| ---- | --------------------------------- | --------------- | -------- | ----- |
| 2007 | Mistrovství světa v atletice 2007 | Ósaka, Japonsko | 21.      | 5 926 |
| 2008 | Letní olympijské hry 2008         | Peking, Čína    | 15.      | 6 157 |
| 2009 | Halové mistrovství Evropy 2009    | Turín, Itálie   | 11.      | 4 322 |
| 2009 | Mistrovství světa v atletice 2009 | Berlín, Německo | 3.       | 6 471 |